# 沙地乡
沙地乡，是中华人民共和国湖北省恩施土家族苗族自治州恩施市下辖的一个乡镇级行政单位。

## 行政区划
沙地乡下辖以下地区：
沙地社区、秋木村、柳池村、花被村、楠木村、落都村、鹤峰口村、麦淌村、神堂村和黄广田村。